# Masters de Cincinnati 2001
El Masters de Cincinnati 2001 fue un torneo de tenis jugado sobre pista dura. Fue la edición número 100 de este torneo. El torneo masculino formó parte de los ATP World Tour Masters 1000 en la ATP. Se celebró entre el 5 de agosto y el 12 de agosto de 2001.

## Campeones

### Individuales masculinos
Gustavo Kuerten vence a  Patrick Rafter, 6–1, 6–3.

### Dobles masculinos
Mahesh Bhupathi /  Leander Paes vencen a  Martin Damm /  David Prinosil, 7–6(7–3), 6–3.
| Predecesor: Cincinnati 2000 | Masters de Cincinnati 2001 | Sucesor: Cincinnati 2002 |